# Mecardonia serpylloides
Mecardonia serpylloides là một loài thực vật có hoa trong họ Mã đề. Loài này được (Cham. & Schltdl.) Pennell mô tả khoa học đầu tiên năm 1946.